# موتور جلو
موتور جلو اصطلاحی است مربوط به صنعت خودروسازی که عبارتست از قرارگیری موتور خودرو در قسمت جلویی بدنه آن. این طریق توزیع نیروی پیشران متداول‌ترین و قدیمی‌ترین روش در میان سایر روش‌هاست. اکثر اینگونه خودروها کم فرمان (به انگلیسی: understeer) هستند و به این دلیل موتور به گیربکس و دیفرانسیل نزدیک است، هزینه ساخت آنها پایین است. در بعضی طراحی‌ها موتور در قسمت جلو و محور محرک در عقب قرار می‌گیرد. برای اینکه پلت فرم بتواند به این آرایش باشد، خودرو باید وزن سنگینی داشته باشد تا علی‌رغم قرار گیری موتور در جلو، محور عقب بار کافی داشته باشد. این خودروها خصوصیت بیش فرمانی (به انگلیسی: oversteer) بیشتری نسبت به خودروهای موتور جلو-دیفرانسیل جلو دارند.